# 葵聯邨

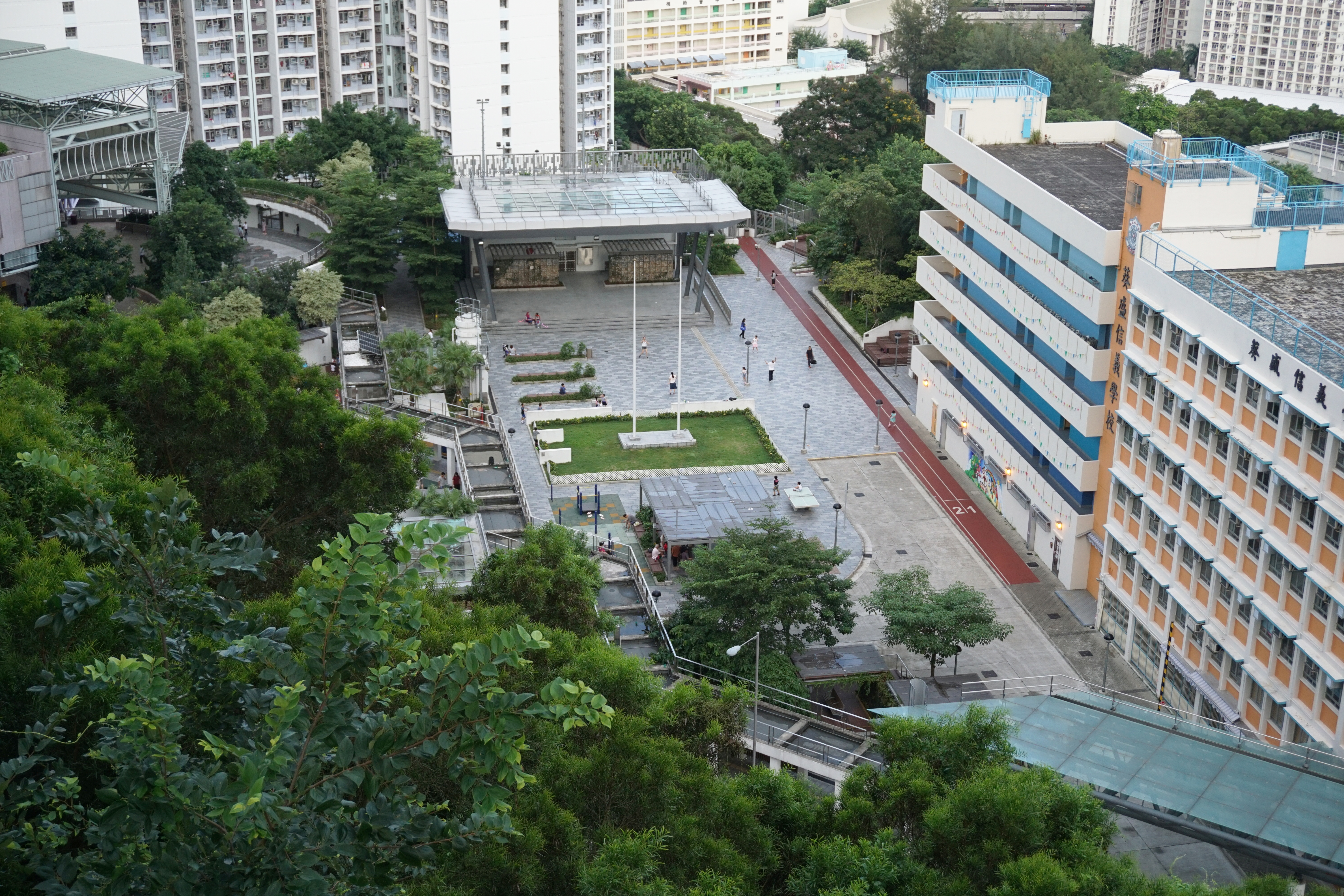
葵聯邨社區公園，設有屋邨廣場、乒乓球枱、跑道、兒童遊樂場及健體區

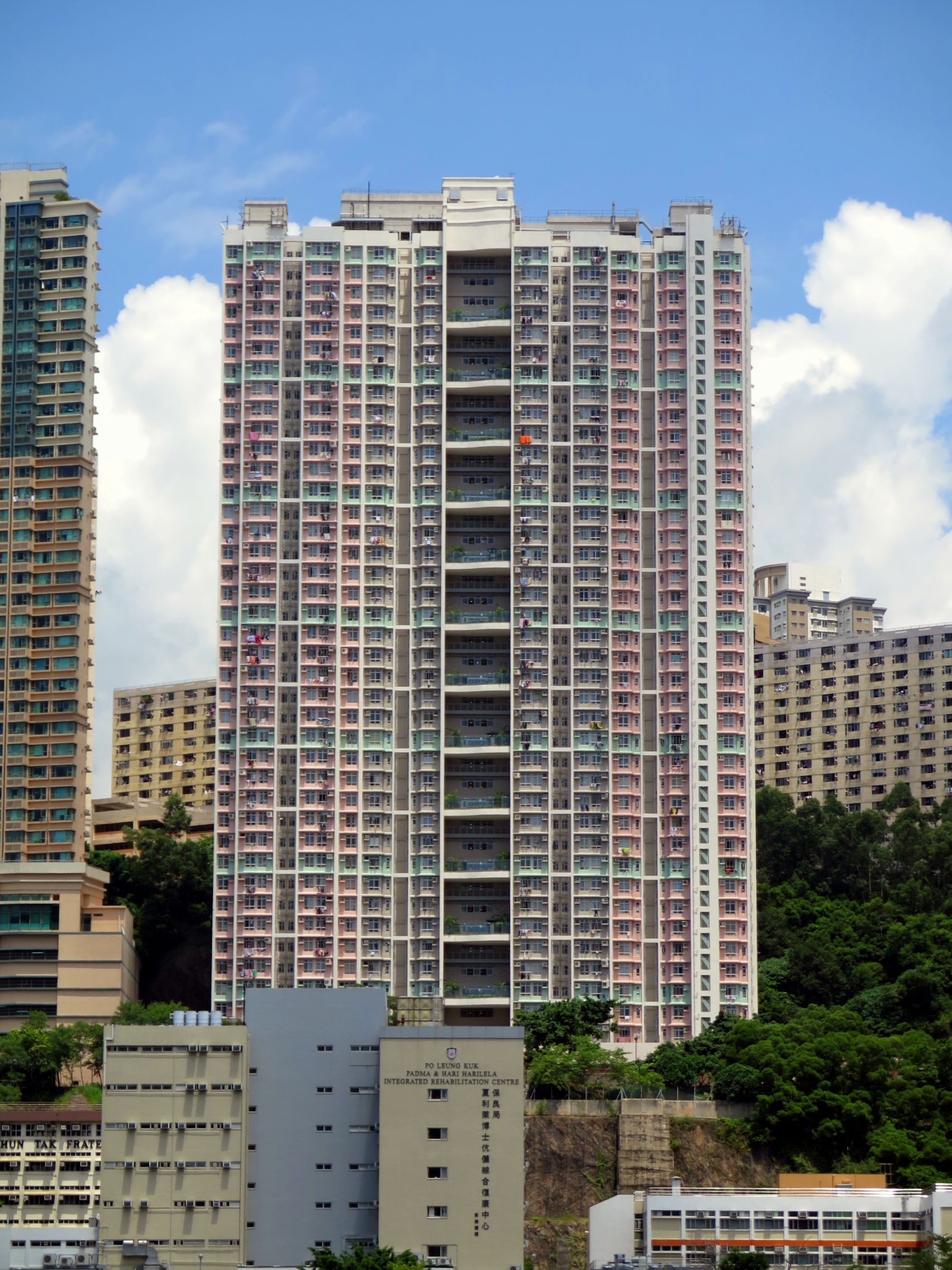
葵聯邨聯喜樓

葵聯邨（英語：Kwai Luen Estate），是香港房屋委員會轄下一個公共屋邨，位於新界葵青區葵涌葵聯路80號以及葵盛圍323號，鄰近葵盛東邨與葵盛西邨。

## 屋邨簡介
葵聯邨第一期設有兩座樓宇、名為聯喜樓、聯欣樓，提供1,470個住宅單位，於2011年5月21日開始入伙。
而第二期位於葵盛圍前葵順臨時房屋區、即是李兆基中學旁興建兩幢分別38及40層高非標準型公屋，將提供大約1507個單位，已於2014年7月落成入伙。
第一期由房屋署總建築師（1）負責設計、由瑞安建業負責承建；第二期由房屋署總建築師（1）、總建築師譚瑰儀共同負責設計、由瑞安建業負責承建。

## 屋邨歷史與特色

### 第一期
葵聯邨第一期，工程項目名稱葵聯路公屋發展計劃，項目編號為TW37，設有兩座樓宇，分別為40層的聯喜樓與36層高的聯欣樓，設有1,470個一睡房及兩睡房單位，於2011年5月尾入伙。它是由香港房屋委員會委托卓安物業顧問有限公司作物業管理。
為配合特首於2006年施政報告中「推廣綠化屋邨」項目，以及葵聯邨第一期佔地較小，可以綠化的空間嚴重不足，所以房屋署於葵聯邨第一期的樓宇嘗試增設空中花園，每三層便設有公用綠化平台，公屋的平均綠化範圍由當時15%增至30%。另外，地下大堂還設有側高窗讓天然光滲入大堂節省照明用的能源。

### 第二期
葵聯邨第二期，工程項目名稱葵盛圍公屋發展計劃，項目編號為KS04，而第二期的聯逸樓及聯悅樓亦延續第一期空中花園設計的傳統，但只在各座的6-8樓其中一翼設置空中花園，建築師並透過此空中花園連接了兩條行人天橋；一條是將聯逸樓及聯悅樓互通，但兩座樓的6樓入口也設置了密碼鎖大門；而另一條則跨過山坡直接通往葵聯道、葵聯邨第一期及葵盛東商場及還設有3部公用電梯及樓梯連接葵盛圍。此通道及空中花園，為公共空間，免費開放予公眾使用，惠及附近居民。
除此之外，葵聯邨第二期發展內，葵盛東邨第12座原址重建為葵盛社區公園，並因而保留舊廈遺留下來的建築結構東面最低兩層的四個單位及東立面，並改建成多用途有蓋公園舞台以及球場看台設施之用，社區花園還設有天然採光及自然通風的公廁，以節省能源。第二期每層的電梯大堂也裝有花朵圖案的指示牌，並以水彩畫的風格表達出來，成為了大堂其中一項實而不華的裝飾，為電梯大堂平添上了一點新氣象，亦跟空中花園的設計概念互相呼應。

### 租金
香港房屋委員會於2010年12月6日發表新聞稿，宣布六個新屋邨租金，將以所屬地區現行最高租金水平釐定，葵聯邨租金為每月每平方米56.6元。

## 屋邨資料

### 樓宇
| 樓宇名稱（座號）                | 門牌號碼    | 樓宇類型                    | 落成年份 | 樓宇層數 | 每層伙數                                               | 每座單位總數（伙） | 建築師                               | 承建商   | 提供升降機的廠商 | 期數 |
| ------------------------------- | ----------- | --------------------------- | -------- | -------- | ------------------------------------------------------ | ------------------ | ------------------------------------ | -------- | ---------------- | ---- |
| 聯欣樓（第1期第1座） （英語：Luen Yan House） | 葵聯路80號  | 非標準設計大廈 （長型）     | 2011年   | 36       | 22                                                     | 792                | 房屋署總建築師（1）                  | 瑞安建業 | 通力             | 1    |
| 聯喜樓（第1期第2座） （英語：Luen Hei House） | 葵聯路80號  | 非標準設計大廈 （長型）     | 2011年   | 40       | 18                                                     | 720                | 房屋署總建築師（1）                  | 瑞安建業 | 通力             | 1    |
| 聯逸樓（第2期第1座） （英語：Luen Yat House） | 葵盛圍323號 | 非標準設計大廈 （其他類型） | 2014年   | 38       | 19（1-5樓，9-18樓，20-38樓） 18（19樓） 15（6-8樓）    | 728                | 房屋署總建築師（1）、 總建築師譚瑰儀 | 瑞安建業 | 日立             | 2    |
| 聯悦樓（第2期第2座） （英語：Luen Yuet House） | 葵盛圍323號 | 非標準設計大廈 （Z型）      | 2014年   | 40       | 21（9-18, 20-40樓） 20（19樓） 19（2-5樓） 17（6-8樓） | 861                | 房屋署總建築師（1）、 總建築師譚瑰儀 | 瑞安建業 | 日立             | 2    |

## 圖片庫

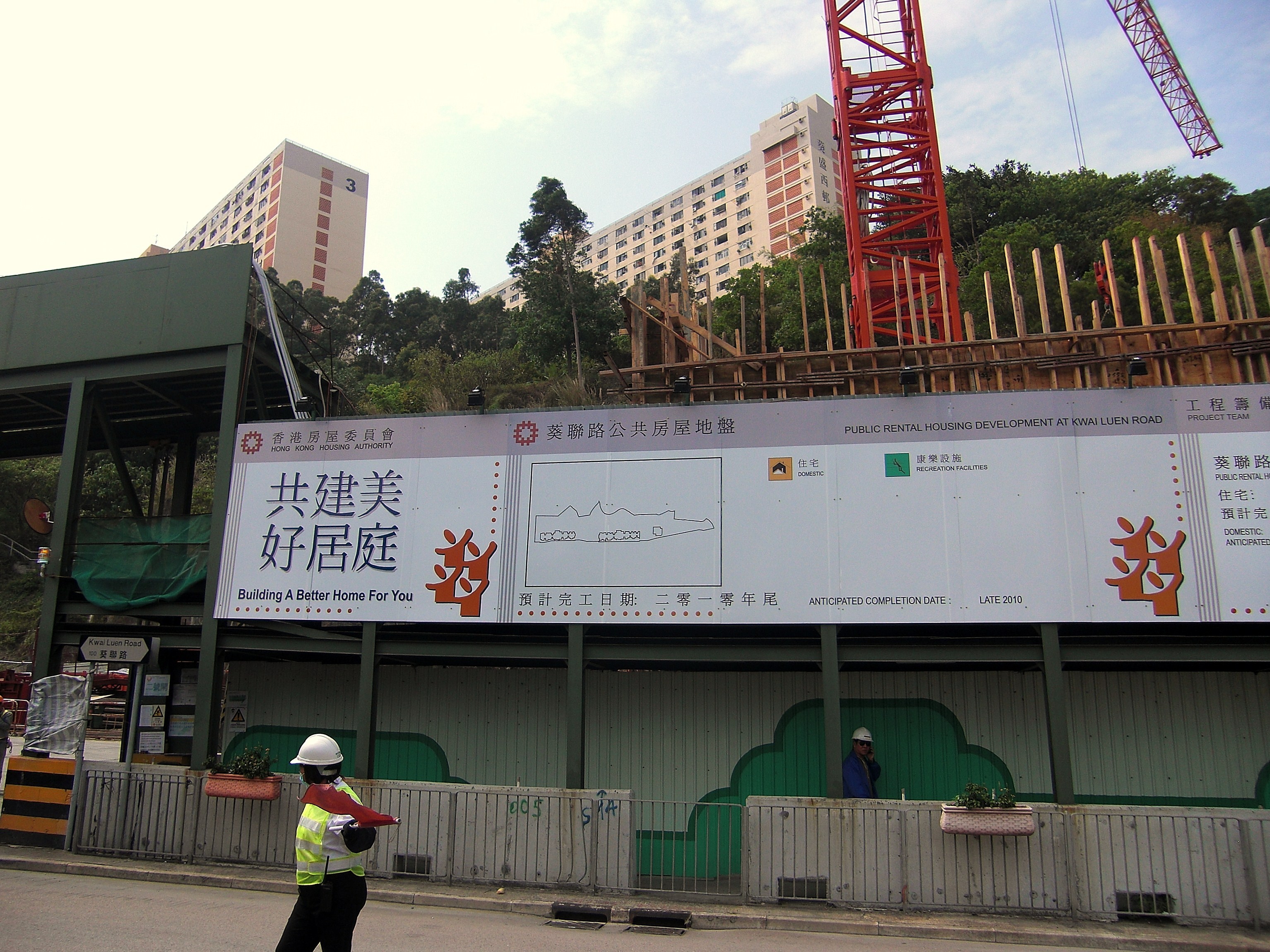
葵聯邨第一期工程告示板
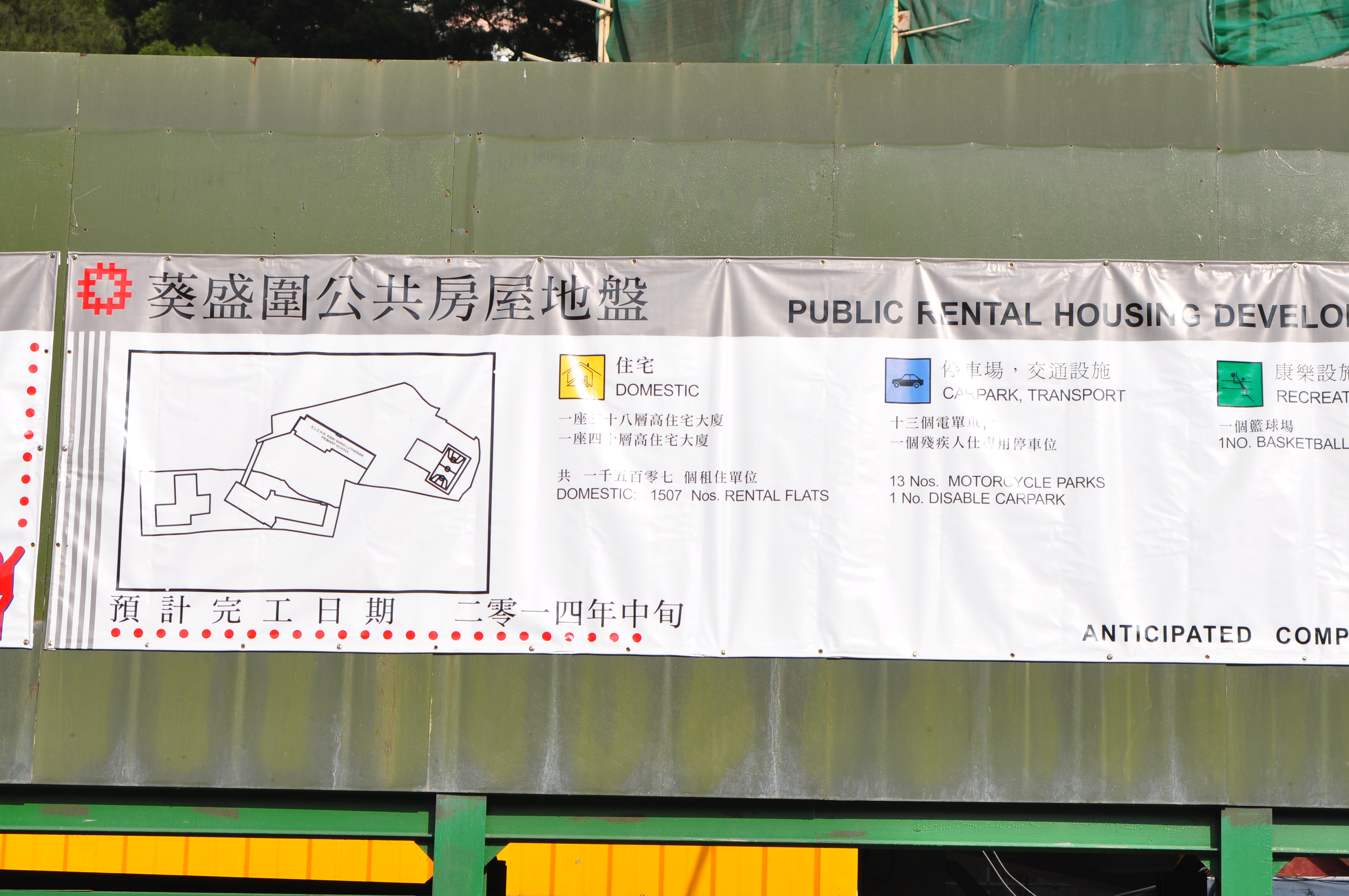
葵聯邨第二期工程告示板
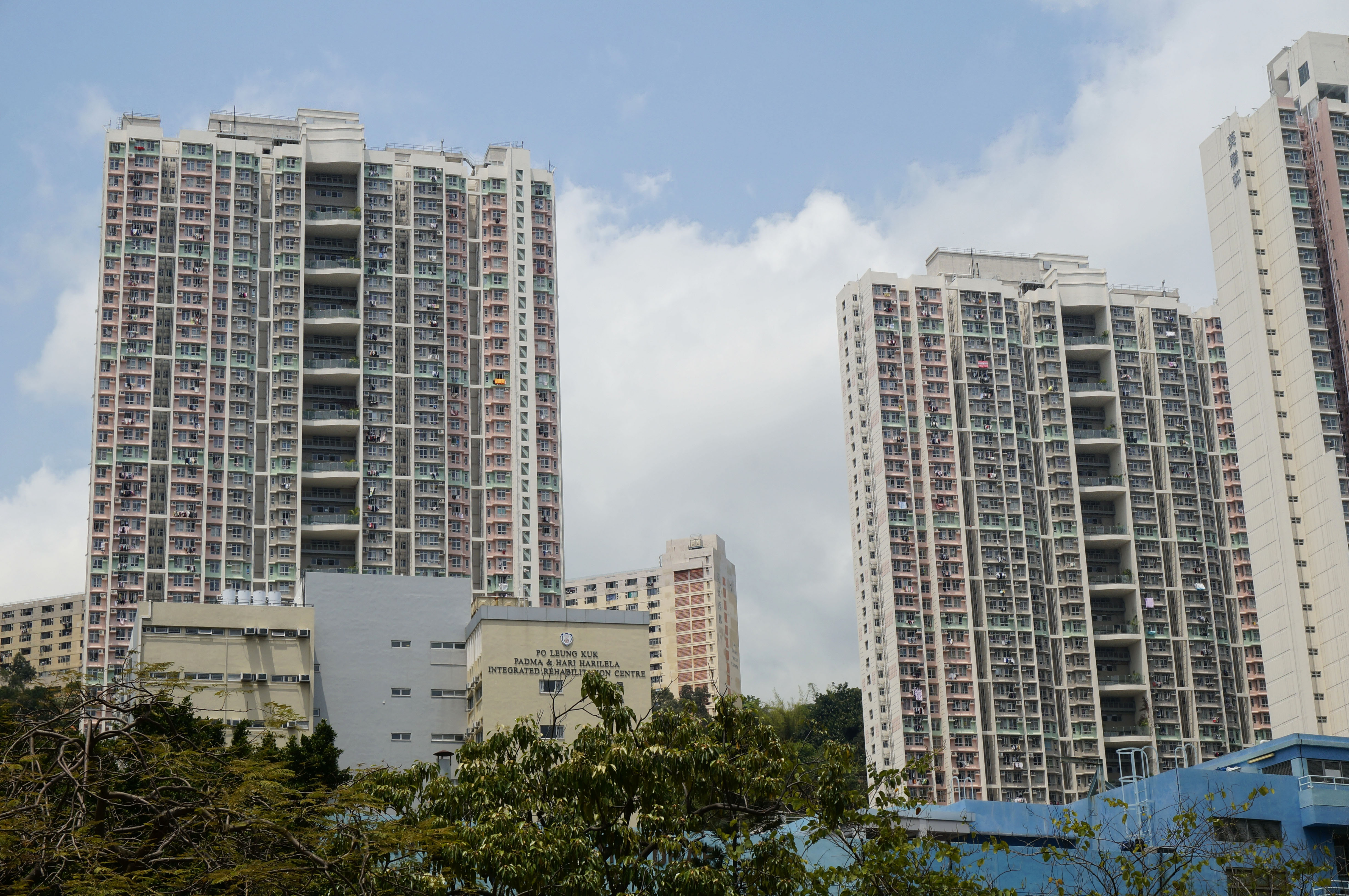
葵聯邨聯喜樓（左）及聯欣樓（右）
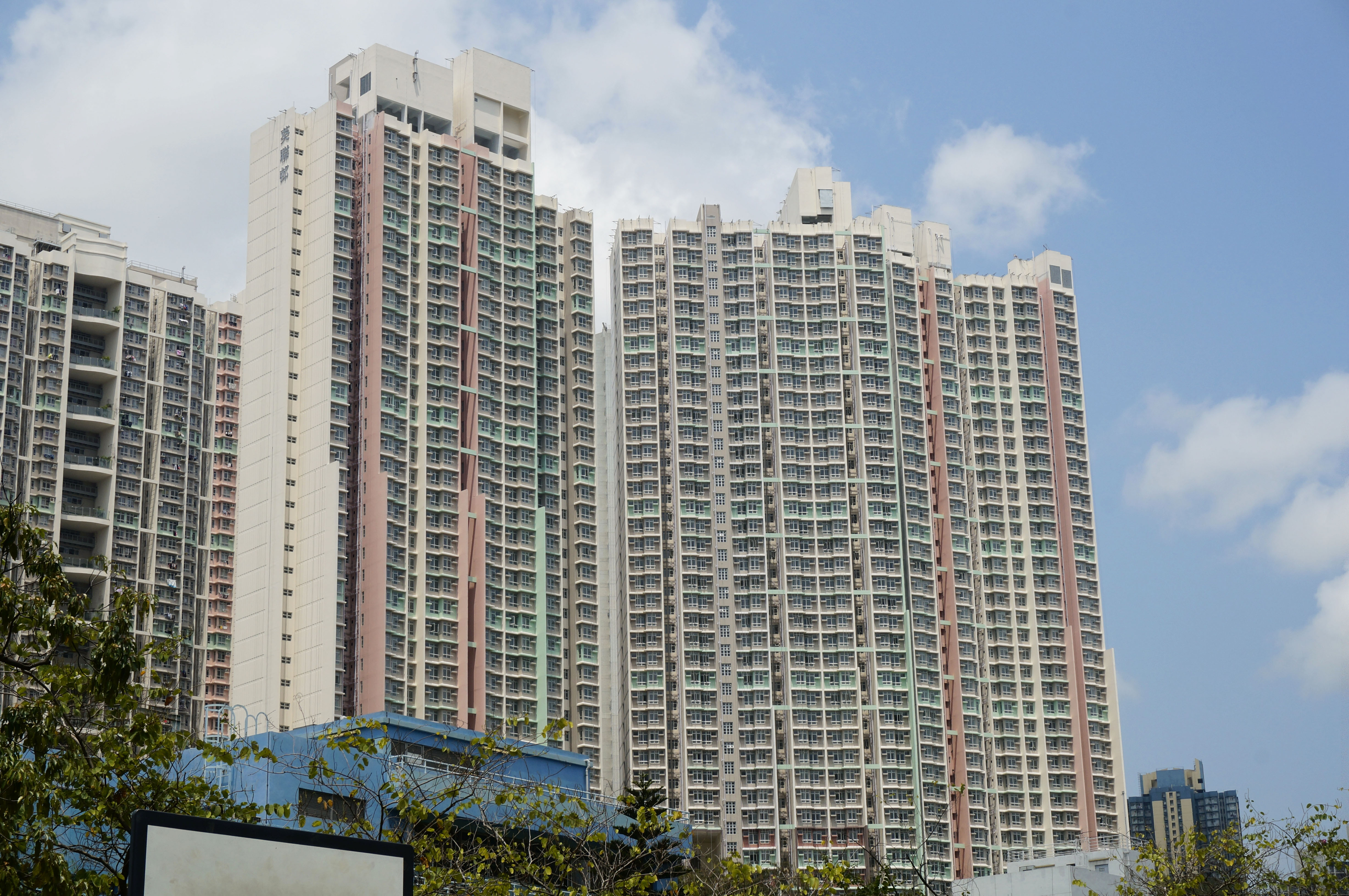
葵聯邨聯逸樓（左）及聯悅樓（右）

## 事件

### 食水含鉛量超標

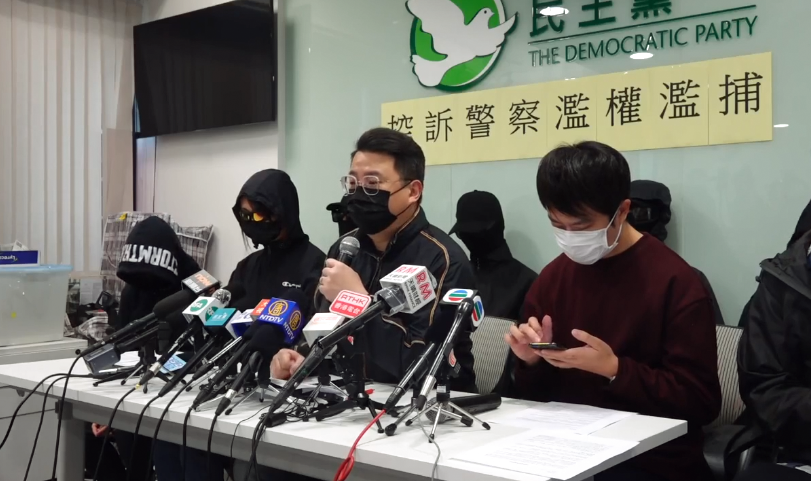
2020年3月，民主黨投訴警方早前在葵涌葵聯邨無理拘捕市民，舉行記者會

2015年7月，多個公共屋邨被揭發食水含鉛量超出世界衛生組織的標準。最初揭發的是啟晴邨，其水喉工程的持牌水喉匠林德深亦有負責另外4個屋邨的水喉工程，包括龍逸邨、長沙灣邨、水泉澳邨及葵聯邨。7月14日，民主黨立法會議員黃碧雲表示，該黨抽查發現葵聯邨25個水辦中有7個含鉛量超標，隨後政府在跨部門記者會宣佈葵聯邨及沙田水泉澳邨再發現有水辦的含鉛量超標，水務署則派出水車供應食水予葵聯邨居民，政府亦會向葵聯邨居民派發樽裝水、以及舉行座談會講解。

### 邨內拘捕多人涉非法集結
2020年2月11日晚上，葵青區議會葵聯區議員吳劍昇於葵聯邨舉辦居民大會。警方衝鋒隊於22時15分突然到邨內拘捕12人，包括10男2女(14至28歲)，當中6人報稱為學生。涉嫌「非法集結」及「藏有工具可作非法用途」。同時檢獲通訊機、手套、頭套、防毒面具、印有急救字句的反光背心及印有政治字句的旗幟。警方稱被捕人士沒有急救資格，正調查原因，認為有人故意掩藏身份。
同年3月16日，民主黨聯同五名被捕人士召開記者會，批評警方濫捕和拘捕過程遭到粗暴對待。有外賣速遞員在居民大會結束後突然被警方截查，雖然表示自己正工作，而警員曾表示完成搜身後將會放行，不過在場指揮官拒絕放行，更以涉嫌非法集結拘捕他。其後兩部手機及工作用的外賣袋被沒收。而擔任義務急救員曾向警方表明身份，卻遭到警員以粗言穢語「呢度唔X需要你，你嚟做咩X嘢」回應，其後搜出印有政治標語的旗幟而以「藏有工具作非法用途」拘捕。另一名被捕者表示警員搜身時向他大力腳踢和大聲喝罵。立法會議員尹兆堅批評警員濫捕濫權，要求葵青警區指揮官謝振中徹查事件。

### 墮樓
2023年2月22日早上，一名身穿校服，在北區一間中學就讀的14歲男生在聯喜樓從高處墮下，經搶救證實不治。警方其後大廈33樓空中花園檢獲事主的書包，並發現內有遺書，遺書內容大致涉及對不起家人。警方正聯絡其家人了解墮樓原因。

## 備註
1. ↑  本文使用「X」代替句中的粗言穢語。

## 外部連結
- 房委會物業位置及資料 葵聯邨 香港房屋委員會及房屋署 （页面存档备份，存于）
- 新廈GUIDE (十五) - 葵盛中邨 (葵聯邨興建篇)
- 新廈GUIDE (80) - 葵聯邨(落成篇)

22°21′45″N 114°07′31″E / 22.3624461°N 114.1253651°E